# Coronel Freitas
Coronel Freitas is een gemeente in de Braziliaanse deelstaat Santa Catarina. De gemeente telt 10.520 inwoners (schatting 2009).

## Aangrenzende gemeenten
De gemeente grenst aan Águas Frias, Chapecó, Cordilheira Alta, Marema, Nova Erechim, Nova Itaberaba, Quilombo, União do Oeste en Xaxim.